# Angel (Name)
Angel ist ein weiblicher und ein männlicher Vorname und ein Familienname.

## Herkunft und Bedeutung
Der Name Angel ist abgeleitet vom griechischen Wort ἄγγελος (angelos), was Bote bedeutet. Daraus wurde auch das deutsche Wort Engel. Im Spanischen ist Angel als Variante von Ángel ein männlicher Vorname; als Familienname ist es oft der englische Name für Engel.

## Varianten
- Ange, (französisch)
- Ángel, (spanisch)
- Angelo, (italienisch)
- Anxo, galicisch

- Angela, (weibliche Form)

## Namensträgerinnen

### Vorname
- Angel Blue (* 1984), US-amerikanische Sopranistin
- Ángel Bustos (* 1961), chilenischer Fußballspieler
- Angel Coulby (* 1980), englische Theater-, Film- und Fernsehschauspielerin
- Ángel Grippa (1914–?), argentinischer Fußballspieler
- Angel Haze (* 1991), US-amerikanische Rapperin
- Angel Hsu (* 1983), US-amerikanische Klimawissenschaftlerin
- Angel Lam (* 1978), chinesische Komponistin
- Angel McCoughtry (* 1986), US-amerikanische Profi-Basketball-Spielerin
- Angel Martino (* 1967), US-amerikanische Schwimmerin und dreifache Olympiasiegerin
- Angel Olsen (* 1987), US-amerikanische Musikerin
- Angel Parker (* 1980), US-amerikanische Filmschauspielerin

### Künstlername
- Angel (Pornodarstellerin) (* 1966), US-amerikanische Pornodarstellerin
- Christina Angel (* 1971), US-amerikanische Pornodarstellerin
- Eve Angel (* 1983), ungarische Pornodarstellerin und Modell
- Joanna Angel (* 1980), US-amerikanische Pornodarstellerin
- Laura Angel (* 1974), tschechische Pornodarstellerin

### Familienname
- Anny Angel-Katan (1898–1992), österreichisch-US-amerikanische Psychoanalytikerin
- Elayne Angel (* 1960), US-amerikanische Piercerin
- Heather Angel (1909–1986), britische Schauspielerin
- Madeline Angel (1908–1990), australische Parasitologin
- Simone Angel (* 1971), niederländische Moderatorin und Sängerin
- Tina Angel (* 1976), deutsches Erotik-Model
- Vanessa Angel (* 1966), britische Schauspielerin

## Namensträger

### Vorname
- Ángel Álvarez (1906–1983), spanischer Schauspieler
- Angel Bonanni (* 1972), uruguayisch-israelischer Filmschauspieler, Model und Sänger
- Angel D’Agostino (1900–1991), argentinischer Musiker und Komponist des Tango
- Angel Dimitrow (* 1945), bulgarischer Historiker, Balkanologe und Diplomat
- Angel Karalijtschew (1902–1972), bulgarischer Schriftsteller
- Angel Metodiew (1921–1984), bulgarischer Maler des Klassischen Realismus und Professor
- Angel Nikolov (* 1975), tschechischer Eishockeyspieler
- Angel Romero (* 1946), spanischer Gitarrist und Dirigent, Mitglied der „Los Romeros“
- Angel Santana (* 1977), spanisch-rumänischer Basketballspieler
- Angel Wagenstein (1922–2023), bulgarischer Romancier, Drehbuchautor und Dokumentarfilmer

### Künstlername
- Angel (Comiczeichner) (* 1969), spanischer Comiczeichner
- Buck Angel (* 1962), US-amerikanischer Pornodarsteller
- The French Angel (1903–1954), französischer Wrestler

### Familienname
- Asher Angel (* 2002), US-amerikanischer Schauspieler
- Ashley Parker Angel (* 1981), US-amerikanischer Popsänger
- Criss Angel (* 1967), US-amerikanischer Künstler
- Dave Angel (* 1966), britischer Techno-Musiker, DJ und Labelbetreiber
- David Angel (* 1940), US-amerikanischer Jazzmusiker
- Ernst Angel (1894–1986), österreichisch-US-amerikanischer Schriftsteller und Dichter
- Hans-Ferdinand Angel, katholischer Religionspädagoge
- Fernand Angel (1881–1950), französischer Zoologe
- Franz Angel (1887–1974), österreichischer Mineraloge, Petrograph und Hochschullehrer
- Horst Angel (1952–2009), deutscher Fußballspieler
- Jack Angel (1930–2021), US-amerikanischer Synchronsprecher
- Johnny Angel (Rocker) (* 1938), US-amerikanischer Rocker
- Johnny Angel, Ringname von Johnny Lee Clary (1959–2014), US-amerikanischer Ku-Klux-Klan-Führer, Prediger und Wrestler
- Johnny Angel (Rockmusiker), US-amerikanischer Rock-Gitarrist
- Johnny Angel (Rockabillymusiker), US-amerikanischer Rockabillymusiker
- Jimmie Angel (1899–1956), amerikanischer Buschpilot
- José Gustavo Angel Ramírez (1934–2013), kolumbianischer Ordensgeistlicher, emeritierter Apostolischer Vikar von Mitú
- Julio Angel († 2015), puerto-ricanischer Sänger
- Jürgen Hinrichsen Angel (~ 1732–1810), Instrumenten- und Orgelbauer
- Marc Angel (* 1963), luxemburgischer Politiker, Übersetzer und Pädagoge
- Matt Angel (* 1990), US-amerikanischer Schauspieler
- Miguel Ángel (Miguel Ángel Félix Gallardo; * 1946), mexikanischer Drogenboss und Mitbegründer des Guadalajara-Kartells
- Nicolai Hinrichsen Angel (1767–1842), Instrumenten- und Orgelbauer
- Philips Angel (van Middelburg) (1616–1683), niederländischer Maler
- Philips Angel (van Leiden) (1618–nach 1664), niederländischer Maler, Radierer, Kunstschriftsteller und Kaufmann
- Roger Angel (* 1941), US-amerikanischer Astronom britischer Herkunft
- Sam Angel (1920–2007), US-amerikanischer Pokerspieler
- Steve Angel (* 1956), amerikanischer Ingenieur und Manager
- Walter Angel (1883–1954), österreichischer Schriftsteller
- William G. Angel (1790–1858), US-amerikanischer Politiker